# Франческо Маньянеллі
Франческо Маньянеллі (італ. Francesco Magnanelli; нар. 12 листопада 1984, Умбертіде) — італійський футболіст, що грав на позиції півзахисника. Рекордсмен клубу «Сассуоло» за кількістю проведених у його складі матчів.

## Ігрова кар'єра
Народився 12 листопада 1984 року в місті Умбертіде. Вихованець футбольної школи клубу «Губбіо». Дорослу футбольну кар'єру розпочав 2000 року в основній команді того ж клубу, в якій провів два сезони, взявши участь у 15 матчах Серії C2.
2002 року перейшов до вищолігового «К'єво», у складі якого, утім, в офіційних матчах так й не дебютував. Натмість за рік перейшов до друголігової на той час «Фіорентини», у складі якого протягом сезону провів лише одну гру на Кубок Італії.
Протягом 2004—2005 років захищав кольори «Санджованезе» у третьому італійському дивізіоні, після чого перейшов до «Сассуоло». У цій команді, що на тай час грала у четвертому за силою дивізіоні, Серії C2 уперше у своїй кар'єрі став стабільним гравцем основного складу. У першому ж сезоні у команді із Сассуоло допоміг їй підвищитися в класі до Серії C1, а ще через два сезони — пробитися до другої за силою Серії B. Прогресував разом із командою і незмінно лишався її ключовим гравцем, навіть на рівні елітної Серії A, куди «Сассуоло» уперше у своїй історії пробився 2013 року і де відразу ж закріпився. Став не лише ключовим півзахисником, але й капітаном команди, а згодом і її рекордсменом за кількістю офіційних ігор. 2021 року провів свою 500-ту гру за «Сассуоло» в усіх турнірах.
Загалом на момент завершення ігрової кар'єри влітку 2022 року відіграв за «Сассуоло» протягом 17 сезонів 520 матчів в різних офіційних змаганнях.

## Статистика виступів

### Статистика клубних виступів
| Сезон                | Команда              | Чемпіонат            | Чемпіонат | Чемпіонат | Національний кубок | Національний кубок | Національний кубок | Континентальні кубки | Континентальні кубки | Континентальні кубки | Інші змагання | Інші змагання | Інші змагання | Усього | Усього |
| Сезон                | Команда              | Ліга                 | Ігор      | Голів     | Ліга               | Ігор               | Голів              | Ліга                 | Ігор                 | Голів                | Ліга          | Ігор          | Голів         | Ігор   | Голів  |
| -------------------- | -------------------- | -------------------- | --------- | --------- | ------------------ | ------------------ | ------------------ | -------------------- | -------------------- | -------------------- | ------------- | ------------- | ------------- | ------ | ------ |
| 2000–01              | «Губбіо»             | C2                   | 1         | 0         | КІ-C               | 0                  | 0                  | -                    | -                    | -                    | -             | -             | -             | 1      | 0      |
| 2001–02              | «Губбіо»             | C2                   | 14        | 0         | КІ-C               | 1                  | 0                  | -                    | -                    | -                    | -             | -             | -             | 15     | 0      |
| Усього за «Губбіо»   | Усього за «Губбіо»   | Усього за «Губбіо»   | 15        | 0         |                    | 1                  | 0                  |                      | -                    | -                    |               | -             | -             | 16     | 0      |
| 2002–03              | «К'єво»              | A                    | 0         | 0         | КІ                 | 0                  | 0                  | -                    | -                    | -                    | -             | -             | -             | 0      | 0      |
| 2003–04              | «Фіорентина»         | B                    | 0         | 0         | КІ                 | 1                  | 0                  | -                    | -                    | -                    | -             | -             | -             | 1      | 0      |
| 2004–05              | «Санджованезе»       | C1                   | 7         | 0         | КІ-C               | 2                  | 0                  | -                    | -                    | -                    | -             | -             | -             | 9      | 0      |
| 2005–06              | «Сассуоло»           | C2                   | 26+4      | 0         | КІ-C               | 6                  | 0                  | -                    | -                    | -                    | -             | -             | -             | 36     | 0      |
| 2006–07              | «Сассуоло»           | C1                   | 21+2      | 1+0       | КІ+КІ-C            | 1+0                | 0                  | -                    | -                    | -                    | -             | -             | -             | 24     | 1      |
| 2007–08              | «Сассуоло»           | C1                   | 29        | 1         | КІ-C               | 3                  | 1                  | -                    | -                    | -                    | СКІ-C         | 2             | 0             | 34     | 2      |
| 2008–09              | «Сассуоло»           | B                    | 37        | 0         | КІ                 | 1                  | 0                  | -                    | -                    | -                    | -             | -             | -             | 38     | 0      |
| 2009–10              | «Сассуоло»           | B                    | 38+2      | 0         | КІ                 | 2                  | 0                  | -                    | -                    | -                    | -             | -             | -             | 42     | 0      |
| 2010–11              | «Сассуоло»           | B                    | 39        | 2         | КІ                 | 1                  | 0                  | -                    | -                    | -                    | -             | -             | -             | 40     | 2      |
| 2011–12              | «Сассуоло»           | B                    | 36+1      | 0         | КІ                 | 2                  | 0                  | -                    | -                    | -                    | -             | -             | -             | 39     | 0      |
| 2012–13              | «Сассуоло»           | B                    | 40        | 1         | КІ                 | 2                  | 0                  | -                    | -                    | -                    | -             | -             | -             | 42     | 1      |
| 2013–14              | «Сассуоло»           | A                    | 28        | 0         | КІ                 | 0                  | 0                  | -                    | -                    | -                    | -             | -             | -             | 28     | 0      |
| 2014–15              | «Сассуоло»           | A                    | 29        | 1         | КІ                 | 2                  | 0                  | -                    | -                    | -                    | -             | -             | -             | 31     | 1      |
| 2015–16              | «Сассуоло»           | A                    | 34        | 1         | КІ                 | 1                  | 0                  | -                    | -                    | -                    | -             | -             | -             | 35     | 1      |
| 2016–17              | «Сассуоло»           | A                    | 15        | 1         | КІ                 | 0                  | 0                  | ЛЄ                   | 9                    | 0                    | -             | -             | -             | 24     | 1      |
| 2017–18              | «Сассуоло»           | A                    | 32        | 0         | КІ                 | 2                  | 0                  | -                    | -                    | -                    | -             | -             | -             | 34     | 0      |
| 2018–19              | «Сассуоло»           | A                    | 26        | 0         | КІ                 | 2                  | 1                  | -                    | -                    | -                    | -             | -             | -             | 28     | 1      |
| 2019–20              | «Сассуоло»           | A                    | 22        | 0         | КІ                 | 0                  | 0                  | -                    | -                    | -                    | -             | -             | -             | 22     | 0      |
| 2020–21              | «Сассуоло»           | A                    | 10        | 0         | КІ                 | 0                  | 0                  | -                    | -                    | -                    | -             | -             | -             | 10     | 0      |
| 2021-22              | «Сассуоло»           | A                    | 12        | 0         | КІ                 | 1                  | 0                  | -                    | -                    | -                    | -             | -             | -             | 13     | 0      |
| Усього за «Сассуоло» | Усього за «Сассуоло» | Усього за «Сассуоло» | 474+9     | 8         |                    | 26                 | 2                  |                      | 9                    | 0                    |               | 2             | 0             | 520    | 10     |
| Усього за кар'єру    | Усього за кар'єру    | Усього за кар'єру    | 505       | 8         |                    | 30                 | 2                  |                      | 9                    | 0                    |               | 2             | 0             | 546    | 10     |